# Maddy Prior

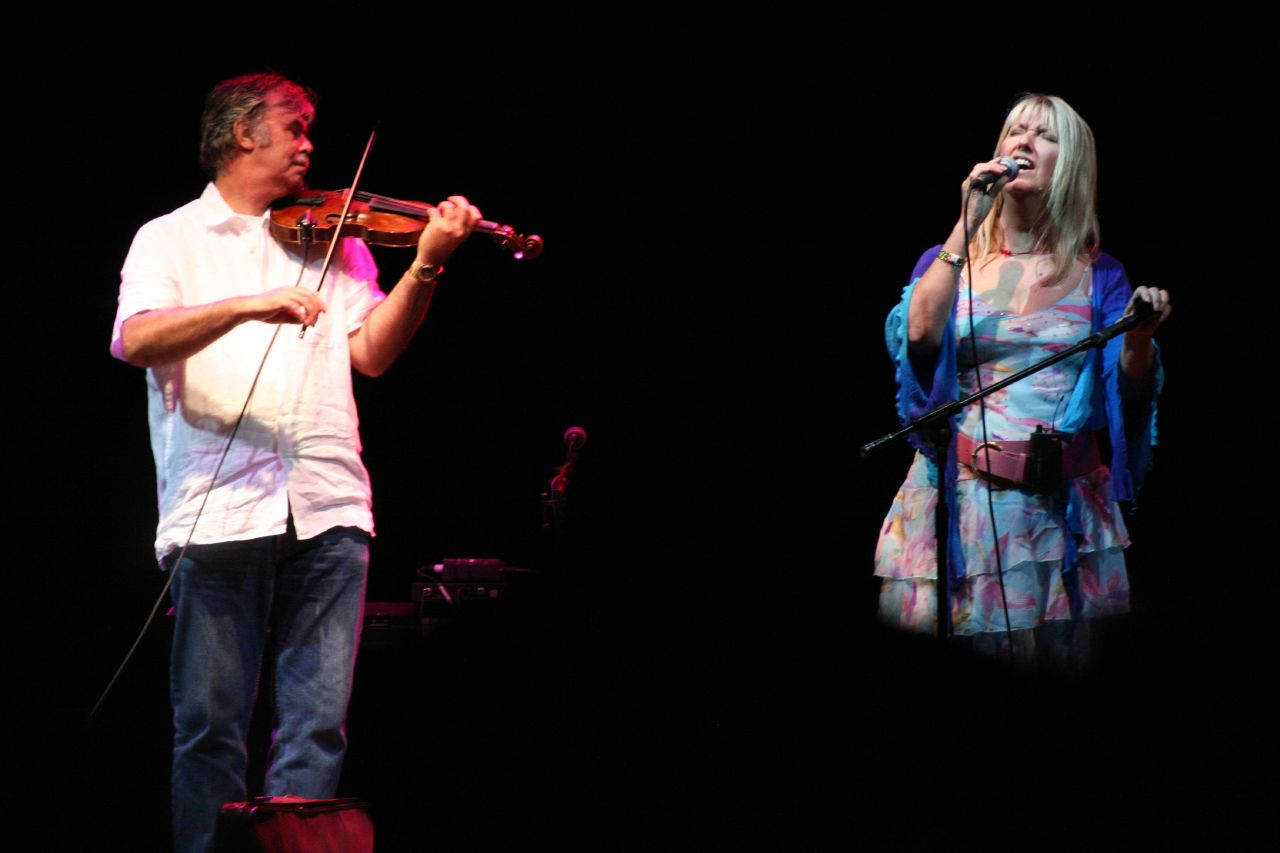
Peter Knight en Maddy Prior in 2006.

Maddy Prior (Blackpool, 14 augustus 1947) is een Britse folkzangeres.
Prior bracht haar tienerjaren door in St Albans waar zij bevriend raakte met Donovan Leitch en Mac MacLeod. Later vormde zij met MacLeod een duo onder de naam Mac & Maggy. Voor zij een van de oprichters was van Steeleye Span trad zij op met Tim Hart en produceerde ook twee albums. Ook Hart kwam bij Steeleye Span.
Prior trouwde met bassist Rick Kemp. Zij verliet Steeleye Span in 1997 maar kwam terug in 2002. Zij was ook de helft van het duo The Silly Sisters, samen met June Tabor. In 2001 kreeg Prior een prijs voor haar diensten aan de folkmuziek.
In mei 2007 toerde Maddy met The Carnival Band tijdens de tournee Music for Tavern and Chapel.

## Discografie
Met Steeleye Span was Maddy Prior op alle Steeleye Span-albums te horen vanaf Hark! The Village Wait (1970) tot Time (1996). Zij kwam terug voor Present--The Very Best of Steeleye Span (2002).
Soloalbums
- Woman in the Wings (1978)
- Changing Winds (1978)
- Happy Families (1981)
- Hooked on Winning (1982)
- Going for Glory (1983)
- Year (1993)
- Memento (best of) (1995)
- Flesh and Blood (1997)
- Ravenchild (1999)
- Ballads and Candles (2000)
- Arthur the King (2001)
- Bib and Tuck (2002) - Als Maddy Prior And The Girls met Abbie Lathe en Rose Kemp
- Lionheart (2003)
- Under the Covers (2005) - Als Maddy + Girls met Abbie Lathe en Claudia Gibson

Compilatiealbums
- Collections 1995 - 2005

Tim Hart en Maddy Prior
- Folk Songs of Olde England vol 1 (1968)
- Folk Songs of Olde England vol 2 (1968)
- Summer Solstice (1971)

Maddy Prior en June Tabor'
- Silly Sisters (1976)
- No More To The Dance (1988)

 Maddy Prior, John Kirkpatrick en Sydney Carter
- Lovely in the Dances (1981)

Maddy Prior en The Carnival Band
- Sing Lustily With Good Courage (1986)
- A Tapestry of Carols (1987)
- Carols and Capers (1991)
- Hang Up Sorrow and Care (1995)
- Carols at Christmas (1996)
- Flesh and Blood (1997)
- Gold Frankincense and Myrrh (2001)
- An Evening of Carols and Capers (2006)

Maddy Prior en Martin Carthy
- Beat the Retreat (1994)

Als sessie- en gastzanger trad zij op de volgende albums op:
- Shirley Collins: No Roses (1971)
- Jack The Lad: It's Jack The Lad (1974)
- Jethro Tull: Too Old To Rock 'n' Roll: Too Young To Die! (1976)
- Mike Oldfield: Incantations (1978)
- Mike Oldfield: Exposed (1979) - Live-album, opnieuw uitgebracht in 2005 op dvd
- Frankie Armstrong: Till The Grass O'Ergrow The Corn (1996)
- Tim Hart and Friends: The Drunken Sailor (1983)
- Tim Hart and Friends: Favourite Nursery Rhymes (1983)
- Status Quo: Don't stop - All around my hat (1996)
- Rev Hammer's Freeborn John: The Story of John Lilburne-The Leader of the Levellers (1997)

- Bibliothèque nationale de France: cb13937201b (data)
- Gemeinsame Normdatei: 134488962
- International Standard Name Identifier: 0000 0001 1439 4897
- Library of Congress Control Number: n80086891
- MusicBrainz: 49bbd690-3520-4d6e-b0af-1fcdc12d8062
- Nationale bibliotheek van Australië: 60828721
- Nederlandse Thesaurus van Auteursnamen: 097900990
- Trove: 1821813
- Virtual International Authority File: 22331748
- WorldCat: E39PBJqQvhGRcwH3htkf98b8G3